# 蕭依釗

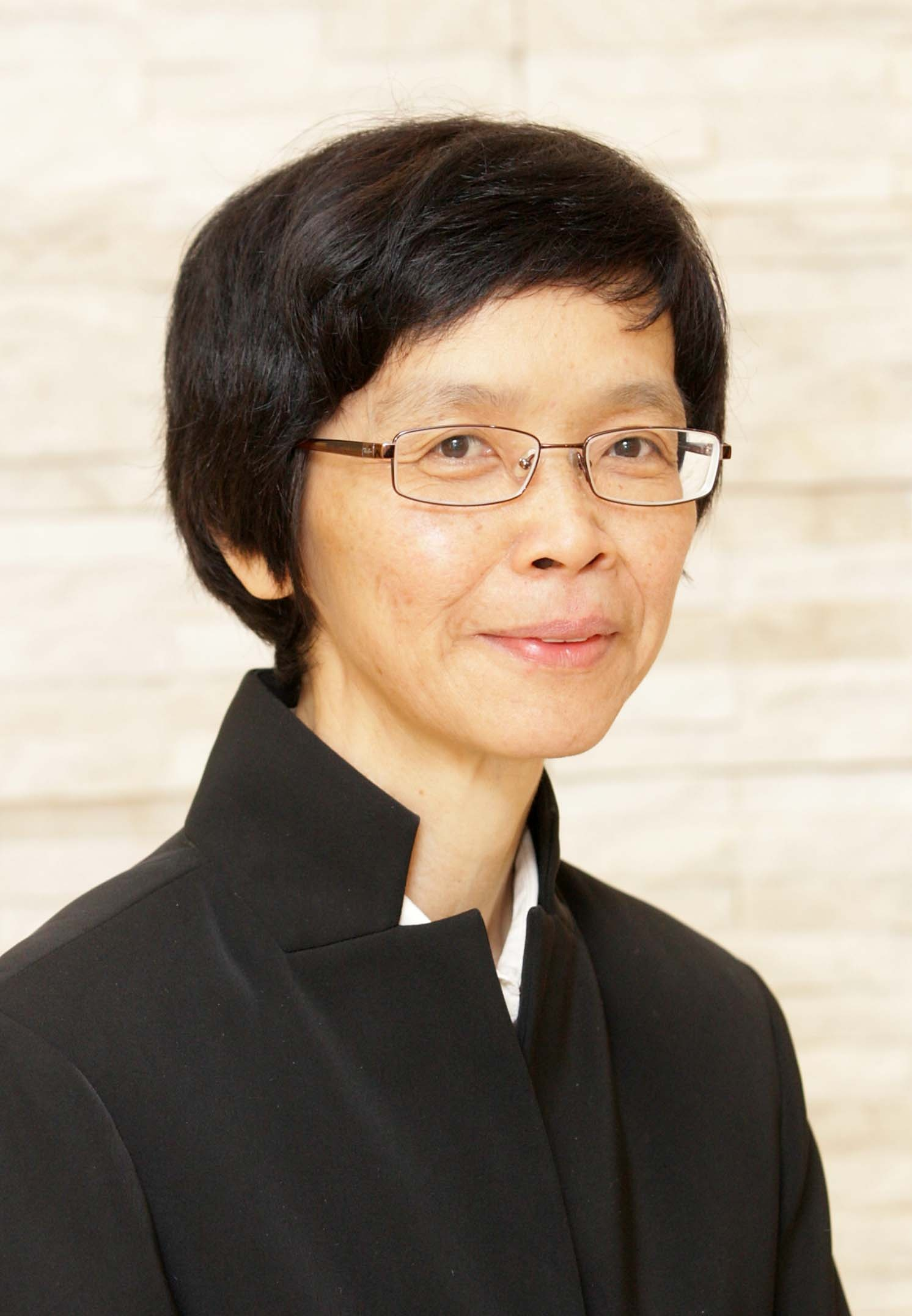
蕭依釗

萧依钊，1956年生于马来西亚雪兰州加影市锡米山新村。她从事新闻工作36年（1978-2014）， 是名资深媒体人。她在职期间曾担任记者、专栏作者、文教主任、副总编辑、集团总编辑。
曾任世华媒体集团执行董事/集团总编辑（2008-2014年3月31日）、
马来西亚星洲媒体集团执行董事/集团总编辑（2004-2014）、
柬埔寨星洲日报董事兼出版人（2000-2013 ）、
印尼星洲日报董事（2007-2013）、
马来西亚国家新闻社理事、
国际公正世界组织信托人（2009）、
上海复旦大学世界华人文学研究中心顾问（2003）、
北京大学新闻传播学院世界华文媒体研究中心特约研究员（2005）。
- 2015年任星洲日报基金会副主席／信托人
- 2014年任祝福文化基金主席／信托人
- 2014年任祝福文化网总编辑。

## 生平小记
据人间福报记者阮爱惠的专访萧依钊很愛看書，但是家境窮困父母沒有能力買書給她。在她六歲那年，因為大堂哥將一本教科書遺留在後院的雞寮，這才讓她有機會擁有人生的第一本書。
當時的小學沒有圖書館，課外讀物也很少並且都是兒童讀物。她直到上中學才有機會大量地閱讀，短短幾年便把圖書館的中英文書看完。她嗜書如命，因此很小便近視了，更曾因為長時間看書而流鼻血。她母親只好用“把你的书烧掉不给读”來威脅她，這招對不聽話的她總是管用。
初中時她便開始投稿，也因為她喜愛閱讀，便被取了 “蛀书虫”及“新闻记者” 這兩個綽號。

## 作品

### 著作：
- 2009年《明辨是非》[2]

### 主编：
- 1991-2014年《花踪文汇》1—12辑
- 2008年《星洲日报─历史写在大马的土地上 》
- 2013年《无住生心：一代报人刘鉴铨》
- 2012年《星云大师─大马好千里法缘》
- 2014年《走过日据─121幸存者的泣血记忆》[3]
- 2014年《杏坛芳草─永远的老师邢广生 》[4]
- 2014年《深山里的召唤——贫困孩子的故事》[5]